# Primarias del Partido Republicano de 2008 en Illinois

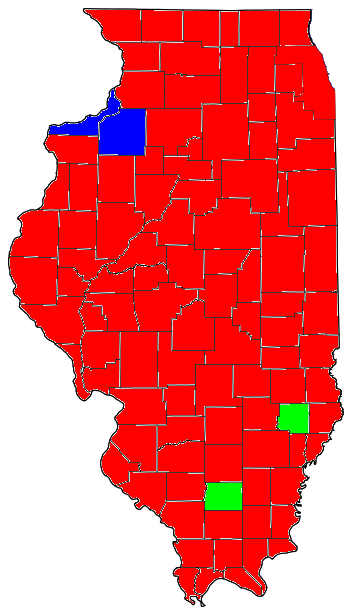
Mapa de Illinois donde se ve cual fue el partido más votado en cada municipio

Las primarias republicanas de Illinois, 2008 fueron el 5 de febrero de 2008. Illinois fue uno de los 24 estados en hacer sus primarias o asambleas el Super Martes.

## Resultados
| Candidato         | Votos   | Porcentajes | Delegados |
| ----------------- | ------- | ----------- | --------- |
| John McCain       | 426,777 | 47.45%      | 54        |
| Mitt Romney       | 257,265 | 28.60%      | 2         |
| Mike Huckabee     | 148,053 | 16.46%      | 0         |
| Ron Paul          | 45,055  | 5.01%       | 0         |
| Rudy Giuliani*    | 11,837  | 1.32%       | 0         |
| Fred Thompson*    | 7,259   | 0.81%       | 0         |
| Alan Keyes        | 2,318   | 0.26%       | 0         |
| Jim Mitchell, Jr. | 483     | 0.05%       | 0         |
| Tom Tancredo      | 375     | 0.04%       | 0         |
| Total             | 899,422 | 100%        | 56        |

* Candidato se retiró de las primarias.